# 北疆粉苞菊
北疆粉苞菊（学名：Chondrilla lejosperma）是菊科粉苞苣属的植物。分布在蒙古、乌兹别克斯坦、哈萨克斯坦以及中国大陆的新疆等地，生长于海拔700米至2,700米的地区，一般生于生山坡，目前尚未由人工引种栽培。